# Thomas Lee Judge
Thomas Lee Judge (* 21. Oktober 1934 in Helena, Montana; † 8. September 2006 in Chandler, Arizona) war ein US-amerikanischer Politiker der Demokratischen Partei. Von 1973 bis 1981 war er Gouverneur des Bundesstaates Montana.

## Frühe Jahre und politischer Aufstieg
Judge machte 1953 seinen Schulabschluss an der Helena High School und studierte anschließend an der University of Notre Dame sowie der University of Louisville. Danach besuchte er die Adjutant General School in Indianapolis (Indiana). Anschließend diente er in der US Army, aus der er mit dem Rang eines Captain wieder ausschied. Im Jahr 1960 wurde er Eigentümer einer Firma, die sich auf Public Relations und Werbung spezialisierte.
Zwischen 1961 und 1966 war er Abgeordneter im Repräsentantenhaus von Montana; von 1967 bis 1968 saß er im Staatssenat. Im Jahr 1968 wurde er zum Vizegouverneur gewählt. Damit war er die folgenden vier Jahre Stellvertreter von Gouverneur Forrest H. Anderson. Im November 1972 wurde er dann selbst zum Gouverneur gewählt, wobei er sich mit 54,1 Prozent der Stimmen gegen den Republikaner Ed Smith durchsetzte.

## Gouverneur von Montana
Thomas Judge trat sein Amt als Gouverneur am 1. Januar 1973 an. In einer Wiederwahl im Jahr 1976 wurde er für eine zweite Amtszeit bis zum 5. Januar 1981 bestätigt. In diesen acht Jahren setzte er sich für den Umweltschutz ein. In seiner Amtszeit wurden einige Gesetze zu diesem Thema verabschiedet. Ansonsten verlief seine Regierungszeit ohne besondere Vorkommnisse. Judge war Mitglied mehrerer Gouverneursvereinigungen. Im Jahr 1980 scheiterte er bei dem Versuch, erneut von seiner Partei für die Gouverneurswahlen nominiert zu werden. Er unterlag in den Vorwahlen seinem Stellvertreter Ted Schwinden, der anschließend bis 1989 als Gouverneur amtierte. Im Jahr 1989 wurde Judge von seiner Partei ein weiteres Mal als Kandidat für den Gouverneursposten nominiert. Diesmal verlor er gegen den Republikaner Stan Stephens. Danach widmete er sich seinen privaten Angelegenheiten.
Thomas Judge verstarb am 8. September 2006. Er war zweimal verheiratet und hatte insgesamt zwei Kinder.